# Орестея

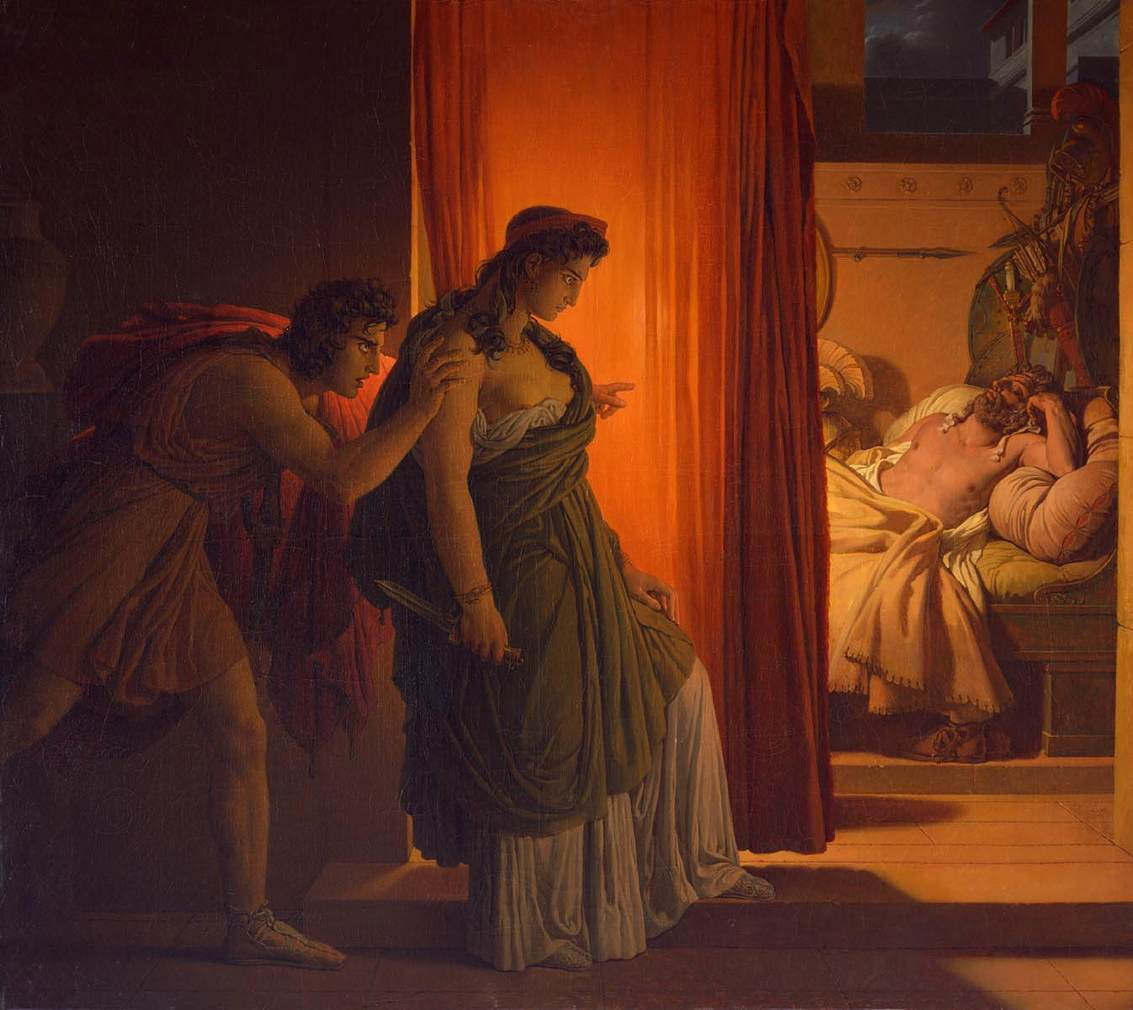
П.-Н. Герен. Клитемнестра колеблется перед убийством спящего Агамемнона. 1817

«Оресте́я» (греч. Ορέστεια; также: Орестейя — Oresteia) — тетралогия Эсхила, включавшая три трагедии — «Агамемнон», «Хоэфоры» и «Эвмениды», а также утраченную сатировскую драму «Протей». Тетралогия была впервые представлена в 458 году до н. э., на фестивале в честь Диониса в Афинах, где она была отмечена призом.

## Эсхил
По своему драматизму, трагедии этой трилогии — самые совершенные из всех произведений поэта; по своему глубокомыслию они соперничают с «Прометеем», изображая, однако, на арене не божественную, а человеческую среду. Божества участвуют в событиях драмы лишь как представители нравственных принципов. Евмениды — это принцип возмездия, «старые божества», как их называет сам поэт. Их принцип созвучен принципу талиона: «око за око, зуб за зуб». Эриниям противопоставляются «молодые божества», Аполлон и Афина, представители принципа оправдания и прощения, но не при одинаковых условиях. Аполлон — принцип оправдания божьей милостью, согласно дельфийской морали; отсылая Ореста от Аполлона к Афине и Ареопагу, поэт хотел выдвинуть за счет дельфийской морали мораль афинскую, велящую человеку искать себе оправдание в суждении лучших из равных ему.
Трилогия и особенно её последняя трагедия не лишены и некоторой политической тенденции: возвеличивая Ареопаг как нравственный устой афинской гражданственности, поэт, несомненно, стремился защитить эту симпатичную ему коллегию от нападений, которым она подвергалась в последнее время со стороны вождей демократической партии, верных исполнителей фемистокловых идей — Эфиальта и Перикла.
Очень возможно, что именно эти нападения и отравили Эсхилу его пребывание в Афинах; сам Аристофан свидетельствует, что Эсхил «не ладил с афинянами» в последнее время своей жизни. Существует даже мнение, что Эсхил подвергся обвинению в нечестии — а именно в том, что он в одной из своих трагедий вывел наружу таинства элевсинской Деметры.

## Сюжет
Содержание трилогии — судьба рода Атридов, в лице его самых славных представителей, Агамемнона и его сына Ореста. Перед Троянским походом Агамемнон приносит в жертву своему честолюбию свою дочь Ифигению; он достигает своей цели и возвращается на родину победителем, но здесь погибает от руки своей жены Клитемнестры,
действующей под влиянием жажды мести за смерть дочери и преступной любви к родственнику своего мужа, Эгисфу. Малолетний сын Агамемнона, Орест, не был свидетелем этой расправы: он воспитывался вдали от родины. Когда он вырос, он обратился к Аполлону с вопросом, что ему делать; тот приказывает ему помнить прежде всего о долге мести. Повинуясь этому приказанию, Орест убивает мать, но этим навлекает на себя гнев Эриний, богинь мщения, которые отныне не дают ему покоя. Он ищет убежища в Дельфах, в храме Аполлона; тот обещает ему не покидать его и велит обратиться к суду Афины. Преследуемый Эриниями, Орест бежит в Афины: сама богиня учреждает суд — позднейший Ареопаг, который оправдывает Ореста; умилостивлением оскорбленных Эриний, которые становятся Эвменидами, кончается трилогия.

## «Орестея» в более поздней культуре
На русский язык переводили Вяч. И. Иванов, С. И. Радциг («Агамемнон», 1913), С. К. Апт (1958).
В переводе П. Клоделя на французский язык — «Агамемнон»(пост. 1927, Париж), «Хоэфоры» и «Эвмениды», пост. 1935 и 1949, Брюссель).
Трилогия Эсхила стала сюжетной основой для оперы С. И. Танеева «Орестея», оперы (музыкально-драматической трилогии) «Орестея» Феликса Вайнгартнера (1902, Лейпциг), трилогии «Орестея» («Агамемнон», 1915, «Хоэфоры», 1919, «Эвмениды», 1949) Д. Мийо, оперы «Электра» (1909, Дрезден) Рихарда Штрауса.
Сюжет «Орестеи» использован в «Царице-убийце Клитемнестре» Г. Сакса, «Агамемноне», «Орест» В. Альфьери, в пьесах Ю. О’Нила («Траур к лицу Электре», 1931), Ж.-П. Сартра («Мухи», 1943), Г. Гауптмана (тетралогия «Атриды», 1941—1945).

## Постановки
- 1903 — Государственный Королевский театр (Афины; реж. Томас Иконому).
- 1910 — Краковский театр им. Ю. Словацкого (реж. Л. Сольский (?); Клитемнестра — Станислава Высоцкая).
- 1911 — Постановка М. Рейнхардта в мюнхенском цирке. В роли Ореста — А. Моисси.
- 1919-21 — Фридрих-Паласт. Реж. М. Рейнхардт.
- 1926 — МХАТ 2-й. Реж. В. С. Смышляев.
- 1947 — Театр Польски. Реж. А. С. З. Шифман.
- 1949 — Театр Ирода Аттика (Афины; реж. Димитриос Рондирис).
- 1955 — Театр «Мариньи» (Париж; реж. Ж.-Л. Барро, художник Феликс Лабис).
- 1960 — «Театр Людовы» (Народный театр в Нова-Хуте, Польша; реж. К. Скушанка и Е. Красовский).
- 1960 — Итальянский народный театр (Сиракузы; в постановке и с участием В. Гасмана).
- 1961 — «Олд Вик» (Лондон; реж. М. Воланакис).
- 1962 — Театр греческой трагедии (Пирей, Афины; реж. Д. Рондирис; в роли Клитемнестры — Аспасия Папатанасиу).
- 1994 — Международная Конфедерация Театральных Союзов. На сцене Театра Армии. Реж. Петер Штайн, сценограф Мойделе Бикель.
- 2007 — Театр «Стары» (Краков, Польша). Реж. Ян Клята, сцен-ф Юстина Лаговска.
- 2007 — Театр «Ильхом» (Ташкент, Узбекистан). Реж. Марк Вайль
- 2018 — Театр «Гешер» (Тель Авив, Израиль) Реж. Евгений Арье
- 2019 — Театр «Мизантроп» и Киевский академический театр на Подоле (Киев, Украина). Реж. Илья Мошицкий.

## Постановки «Агамемнона»
- 1914 — Театро греко, Сиракузы. Реж. Э. Романьоли, оформление Дуилио Камбелотти.
- 1932 — Греческий национальный театр СЕПСО. Пост. Ф. Политис.
- 2007 — Театр «Ильхом» (Ташкент, Узбекистан). Реж. Марк Вайль